# Gerronema
Gerronema es un género de hongos de la familia Marasmiaceae. En Catalogue of Life se reconocen 59 especies.

## Taxonomía
Gerronema fue descrito por el micólogo alemán Rolf Singer y publicado en Mycologia 43: 599 en 1951.

### Especies
Algunas de las especies dentro del género son:
- Gerronema aconquijense (Singer) Singer, 1975
- Gerronema albidum (Fr.) Singer, 1962
- Gerronema albogriseolum Singer, 1989
- Gerronema alutaceum Singer, 1978
- Gerronema amabile (Berk.) Raithelh., 1980
- Gerronema bethlehemicum Singer, 1989
- Gerronema brunneum Singer, 1964
- Gerronema strombodes (Berk. & Mont.) Singer, 1962
- Gerronema subclavatum (Peck) Singer ex Redhead, 1987
- Gerronema suboreades (Beeli) Singer, 1970
- Gerronema viridilucens Desjardin, Capelari & Stevani, 2005